# Боксити
Бокси́ти — осадові гірські породи, що складаються переважно з оксидів і гідрооксидів алюмінію, а також оксиду заліза та різних домішок (глинистих частинок). Назва походить від місцевості Ле-Бо-де-Прованс на півдні Франції, багатої на поклади бокситів.
Головні рудотвірні мінерали бокситів: діаспори, беміт, гібсит, гетит, гідрогетит, гідрогематит, каолініт, шамозит, хлорити, рутил, анатаз, ільменіт, алюмогетит, алюмогематит, сидерит, кальцит, слюди.

## Характеристики
За зовнішнім виглядом боксити дуже різноманітні. Колір їх звичайно червоний, бурувато-коричневий, рідше сірий, білий, жовтий, чорний.
За агрегатним станом виділяють боксити щільні (кам'янисті), пористі, землисті, пухкі, глиноподібні; за структурними ознаками — уламкові і конкреційні; за текстурою — коломорфні (однорідні, шаруваті тощо). У зв'язку із різною пористістю густина бокситів змінюється від 1800 до 3200 кг/м³.
Боксити утворилися або внаслідок глибокого хімічного перетворення (латеритизації) алюмосилікатних порід в умовах вологого тропічного клімату (латеритні боксити) або внаслідок перенесення продуктів латеритного вивітрювання та їх перевідкладення (осадові боксити). Якість латеритних бокситів, як правило, висока, тоді як осадові боксити мають різну якість.
Боксити — головна руда для вилучення глинозему (Al2O3) і алюмінію; використовуються також в абразивній промисловості (алунд (електрокорунд)), в чорній металургії (флюс при виплавці мартенівської сталі), для одержання вогнетривів, спеціальних цементів тощо.

## Склад
Боксити — комплексна сировина; вони містять галій, а також залізо, титан, хром, цирконій, ніобій, рідкісноземельні елементи, основна руда алюмінію.

## Розповсюдження та видобування
Боксити добувають відкритим, рідше підземним способами. Великими запасами бокситів володіють Китай, Угорщина, Австралія, Гвінея, Ямайка, Гаяна, Суринам, Росія, Гана, Гаїті та Домініканська Республіка, Бразилія, Греція, Індія, Туреччина, США, Франція. В Україні вони є на Закарпатті, в Приазов'ї та на Українському щиті. Утворюється звичайно в умовах тропічного клімату при вивітрюванні порід, що містять алюміній.
Основні країни-виробники об'єднані в асоціацію країни-виробників бокситів.